# Freatobiologie
Freatobiologia este știința care studiază organismele din apele freatice. Această nouă știință a fost creată de Constantin Motaș împreună cu  P. A. Chappuis și S. Karaman, ca o ramură a limnologiei. Premisele teoretice ale acestei științe au fost puse în lucrarea lui Motaș din 1985, Freatobiologia, o noua ramura a limnologiei. (Nature 10:95–105)